# Homoharringtonin
Homoharringtonin ist ein Alkaloid aus der Gruppe der Cephalotaxus-Alkaloide.

## Vorkommen

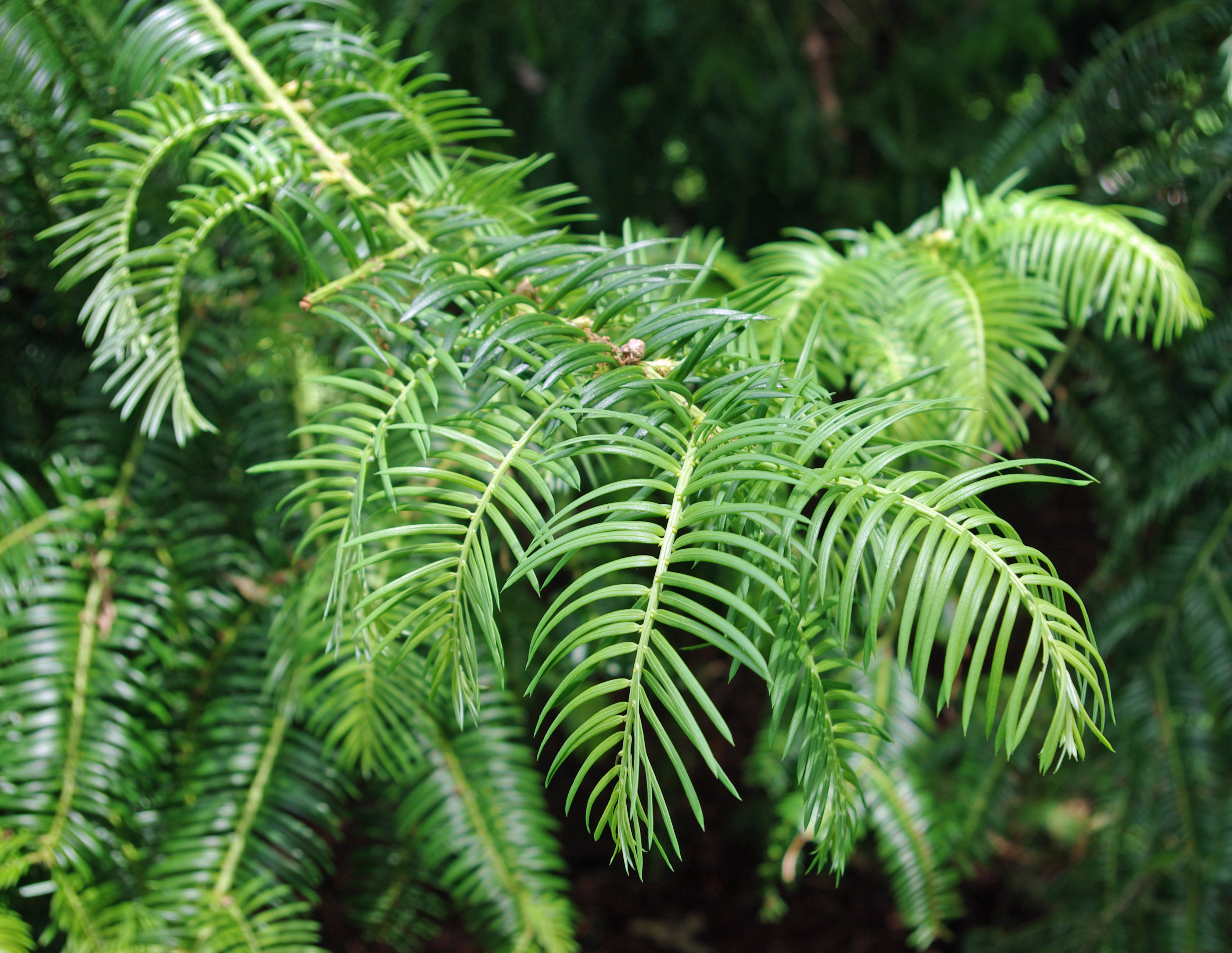
Chinesische Kopfeibe (Cephalotaxus sinensis)

Es kommt in den Kopfeibengewächsen (Cephalotaxaceae) vor, zum Beispiel in Cephalotaxus fortunei, Cephalotaxus hainanensis oder auch Cephalotaxus sinensis.

## Gewinnung und Darstellung
Homoharringtonin wird partialsynthetisch hergestellt durch Acylierung von Cephalotaxin mit einem Tetrahydropyrancarbonsäure-Derivat und dessen nachfolgender Ringöffnung.

## Eigenschaften
Homoharringtonin zeigt wie auch Harringtonin eine Antitumoraktivität. Des Weiteren hemmt Homoharringtonin den ersten Elongationsschritt bei der Translation von mRNA. Es bindet sich an die ribosomale Akzeptorstelle und verhindert die korrekte Positionierung der Aminoacyl-tRNA.

## Verwendung
In der chinesischen Volksmedizin wurden alkoholische Extrakte von Samen der Cephalotaxus sinensis zur Behandlung von Krebs eingesetzt.
Im Oktober 2012 wurde von der FDA Homoharringtonin unter dem Handelsnamen Synribo zur Behandlung von Patienten mit chronischer myeloischer Leukämie (CML) zugelassen. Es wird subcutan verabreicht.

## Fertigpräparate
Synribo (USA)